# Estação Colegio Militar
A Estação Colegio Militar é uma das estações do Metrô da Cidade do México, situada na Cidade do México, entre a Estação Popotla e a Estação Normal. Administrada pelo Sistema de Transporte Colectivo, faz parte da Linha 2.
Foi inaugurada em 14 de setembro de 1970. Localiza-se no cruzamento da Estrada México-Tacuba com a Avenida Felipe Carrillo Puerto. Atende o bairro Anáhuac, situado na demarcação territorial de Miguel Hidalgo. A estação registrou um movimento de 5.556.209 passageiros em 2016.